# ت ع م±00:00
| أزرق فاتح | توقيت غرب أوروبا / توقيت غرينيتش (UTC)                                         |
| أزرق      | توقيت غرب أوروبا / توقيت غرينيتش (UTC)                                         |
| أزرق      | توقيت غرب أوروبا الصيفي / توقيت بريطانيا الصيفي / توقيت أيرلندا الرسمي (UTC+1) |
| أحمر      | توقيت وسط أوروبا (UTC+1)                                                       |
| أحمر      | توقيت وسط أوروبا الصيفي (UTC+2)                                                |
| أصفر      | توقيت شرق أوروبا / توقيت كالينينغراد (UTC+2)                                   |
| ذهبي      | توقيت شرق أوروبا (UTC+2)                                                       |
| ذهبي      | توقيت شرق أوروبا الصيفي (UTC+3)                                                |
| أخضر      | توقيت موسكو / توقيت تركيا (UTC+3)                                              |
| فيروزي    | توقيت أرمينيا / توقيت أذربيجان / توقيت جورجيا (UTC+4)                          |

|  | ت ع م−01:00 | توقيت الرأس الأخضر                                                                |
|  | ت ع م±00:00 | توقيت غرب أوروبا، توقيت غرينيتش                                                   |
|  | ت ع م+01:00 | توقيت وسط أوروبا، توقيت غرب إفريقيا، توقيت غرب أوروبا الصيفي                      |
|  | ت ع م+02:00 | توقيت شرق أوروبا، توقيت وسط إفريقيا، توقيت غرب إفريقيا الصيفي، توقيت جنوب إفريقيا |
|  | ت ع م+03:00 | التوقيت العربي القياسي، توقيت شرق إفريقيا                                         |
|  | ت ع م+04:00 | توقيت موريشيوس، توقيت سيشل                                                        |

ت ع م±00:00 (بالإنجليزية: UTC±00:00)‏ هو معرف للتوقيت العالمي المنسق (ت ع م)، أساس و مركز توقيت العالم.

## التوقيت الرسمي

### طوال السنة
أفريقيا
- بوركينا فاسو
- ساحل العاج
- غامبيا
- غانا
- غينيا
- غينيا بيساو
- ليبيريا
- مالي
- موريتانيا
- ساو تومي وبرينسيب
- السنغال
- سيراليون
- توغو
- الصحراء الغربية

جزر الأطلسي
- غرينلاند - منطقة دنماركسهافن
- آيسلندا
- سانت هيلينا
- أسينشين
- تريستان دا كونا

القارة القطبية الجنوبية
- أرض الملكة مود

### صيفًا فقط
- غرينلاند - منطقة إيتوكورتيرمايت
- البرتغال - جزيرة الأزور

### شتاءًا فقط
أوروبا
- جزر فارو
- غيرنزي
- جمهورية أيرلندا [1]
- جزيرة مان
- المملكة المتحدة
- البرتغال

- باستثناء الأزور التي تستخدم ت ع م−1:00 بالتوقيت الشتوي.

- جيرزي
- سارك (جزيرة)
- ألدرني (جزيرة)
- إسبانيا - جزر الكناري
- هرم (جزيرة)